# Le Creusot
Le Creusot is een gemeente in het Franse departement Saône-et-Loire (regio Bourgogne-Franche-Comté). De plaats maakt deel uit van het arrondissement Autun. De gemeente telde 20.536 inwoners op 1 januari 2022.
Tevens is Le Creusot hoofdplaats van de Communauté urbaine Creusot Montceau, een in 1970 gecreëerd samenwerkingsverband van (sedert 2014) 34 gemeentes in de regio, met in totaal bijna 95.000 inwoners, en waartoe ook de stad Montceau-les-Mines behoort.
De gemeente heeft een rijk industrieel verleden en is de thuisstad van de firma Schneider.

## Geschiedenis
De plaats werd voor het eerst vermeld in 1253. In 1502 werd er steenkool ontdekt maar de ontginning gebeurde artisanaal tot in de 18e eeuw. In 1769 werd er een koninklijke concessie verleend aan François de la Chaise die een steenkoolmijn opende.
In 1782 werd er een ijzergieterij gebouwd die werkte op steenkool in plaats van op hout, een primeur voor Frankrijk. In 1786 werd de Fonderie royale de Montcenis opgericht. In hoogovens werd de steenkool verwerkt tot cokes en ijzererts werd aangevoerd per boot over het Canal du Centre, geopend in 1793. De Engelsman John Wilkinson bouwde een wapenfabriek in Le Creusot. Le Creusot was een van de voornaamste centra van de wapenproductie in Frankrijk. Maar na 1815 vielen de orders voor het Franse leger grotendeels weg.
In 1836 werd de firma Schneider opgericht, actief in de metaalnijverheid zoals de bouw van locomotieven of pantserplaten voor schepen. In 1984 sloot de staalproducent Creusot-Loire wat leidde tot ontslagen en werkloosheid. Er werd werk gemaakt van reconversie door het aantrekken van nieuwe industrieën maar de gemeente telt een krimpende bevolking.

## Geografie
De oppervlakte van Le Creusot bedroeg op 1 januari 2022 18,11 vierkante kilometer; de bevolkingsdichtheid was toen 1.134 inwoners per km².
De onderstaande kaart toont de ligging van Le Creusot met de belangrijkste infrastructuur en aangrenzende gemeenten.

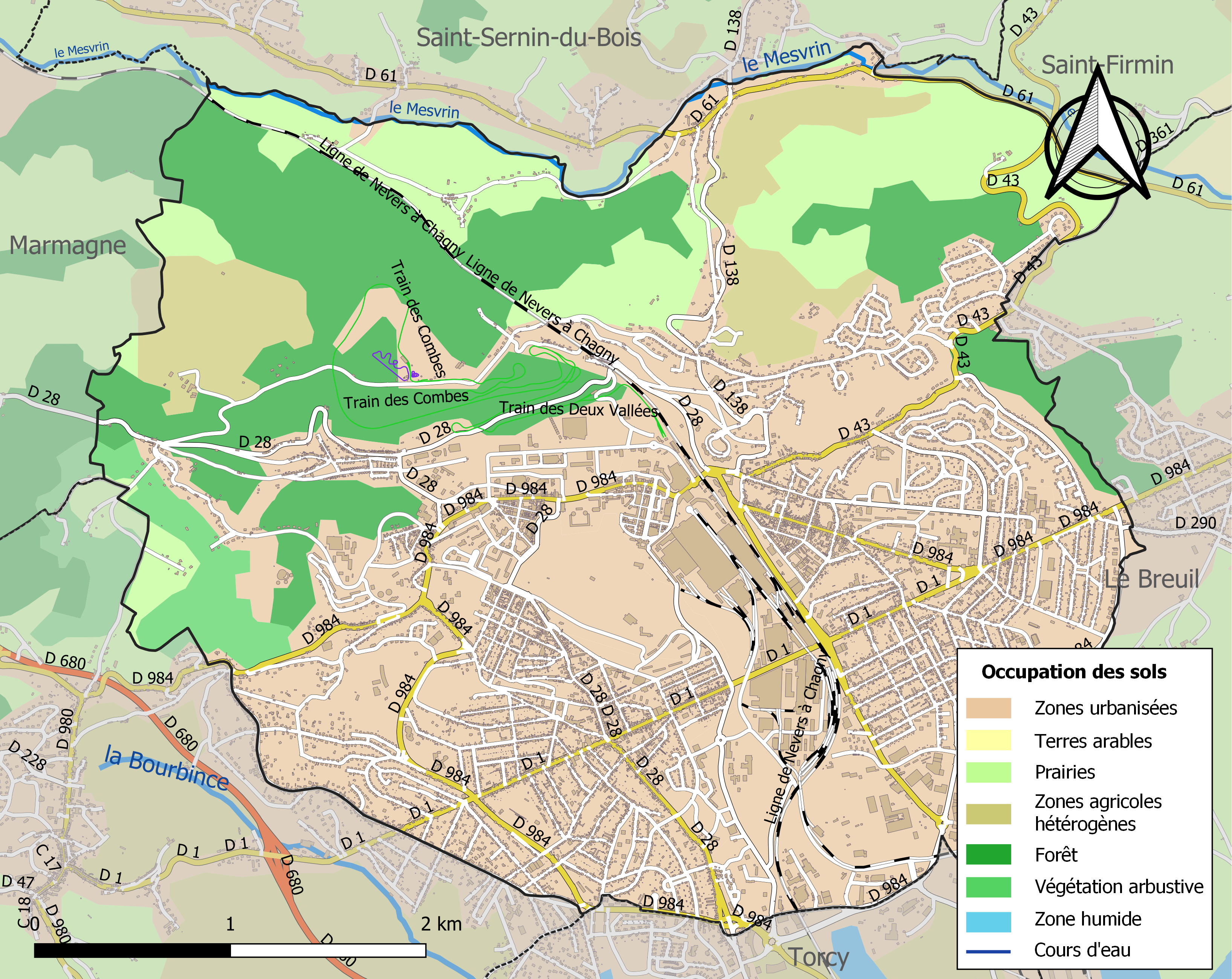

## Demografie
Onderstaande figuur toont het verloop van het inwonertal (bron: INSEE-tellingen).

## Transport
Het TGV-station Le Creusot TGV is acht kilometer verderop gelegen, in de gemeente Écuisses.

## Sport
Le Creusot was drie keer etappeplaats in de wielerkoers Ronde van Frankrijk. In 2006 startte er een etappe en in 1998 en 2021 wonnen er respectievelijk de Duitser Jan Ullrich en Sloveen Matej Mohorič een etappe.

## Geboren
- Dany Dauberson (1925-1979), zangeres en actrice
- Robin Renucci (1956), acteur
- Claudie Haigneré (1957), ruimtevaarder, wetenschapper en politica
- Mansour Boutabout (1978), Frans-Algerijns voetballer